# ドリトン・クカ
ドリトン・トニ・クカ（Driton Toni Kuka　1971年9月15日- ）はコソボの柔道家。階級は71kg級。長年コソボ代表チームの監督を務めている。

## 経歴
1988年にユーゴスラビアカデ選手権の64kg級で優勝した。1989年からはユーゴスラビアジュニア選手権の71kg級で2連覇を達成して、この階級のオリンピック代表有力候補とみなされていたが、ユーゴスラビア紛争の勃発により、1992年のバルセロナオリンピックに出場を果たせなかった。また、紛争の影響により現役を続行することも出来なくなった。
コソボ紛争の終了後に2人の兄弟とともに、ペヤで子供たちへの柔道指導を始めた。この当時は周囲からの支援もほとんど得られず、みずほらしい道場でコーチ以外に栄養士心理学者理学療法士など一人何役もこなさなければならなかった。そのうちに、生徒の一人であったマイリンダ・ケルメンディが頭角を現し始めると、2009年の世界ジュニア52kg級では優勝を果たすまでになった。この大会ではコソボが2008年に独立して以降、初めて公のスポーツ大会の場で国歌が流されることにもなった。
2012年のロンドンオリンピックではコソボがまだIOCの承認を得られていなかったために、ケルメンディはコソボ以外に市民権を有する隣国のアルバニア代表での出場を余儀なくされて、クカもアルバニア代表の臨時コーチに就いたが、この大会でケルメンディは9位に終わった。しかし、2013年の世界選手権で優勝すると、2014年には世界選手権で2連覇を達成した。また、この年にIOCがコソボを正式メンバーとして承認した。
2016年のリオデジャネイロオリンピックでケルメンディはコソボの選手として初めて金メダルを獲得して、国民的な英雄となった。また、この結果により、国から必要なだけの財政的支援を受けられるようになり、コソボ全土で道場の数は6から20まで増えることになった。国営テレビではIJFワールド柔道ツアーを放映するほどになった。そのため、コソボ市民は自国代表のライバル選手達まで把握するようになった。また、クカはケルメンディのみならず、2019年の世界選手権48kg級3位のディストリア・クラスニキと78kg級3位で姪のロリアナ・クカ、2021年の世界選手権57kg級3位ノラ・ジャコヴァとその弟で2018年のグランドスラム・パリ73kg級で優勝したアキル・ジャコヴァなど世界レベルの選手を次々と育て上げた。コソボ大統領のビヨサ・オスマニサドリウは、彼らこそが世界へ向けたコソボの最高の親善大使となっていると述べた。クカはリオデジャネイロオリンピック後にいくつかの国から代表監督を依頼されたが断ったという。クカはヨーロッパ各国のコーチとスカイプを通じて頻繁に情報交換を行っている。クロアチア、スロベニア、アルバニア、トルコなどとは特に密接な協力関係を築き上げる予定だという。
東京オリンピック後はケルメンディがコーチに就くことを期待しており、それが軌道に乗ったらコソボ代表チームを離れて、家族とより良い関係を築くことに力点を置きたいと考えている。東京オリンピックではディストリア・クラスニキとノラ・ジャコヴァの2人を金メダルに導いた。IJFは年間表彰のJudo Awardsにおいて、2021年の最優秀コーチにクカを選出した。

## 主な戦績
- 1988年 - ユーゴスラビアカデ選手権　優勝(64㎏級)
- 1988年 - ユーゴスラビアジュニア選手権　3位(65㎏級)
- 1989年 - ユーゴスラビアカデ選手権　3位(70㎏級)
- 1989年 - ユーゴスラビアジュニア選手権　優勝(71㎏級)
- 1990年 - ユーゴスラビアジュニア選手権　優勝(71㎏級)

(出典)。